# 키비올리

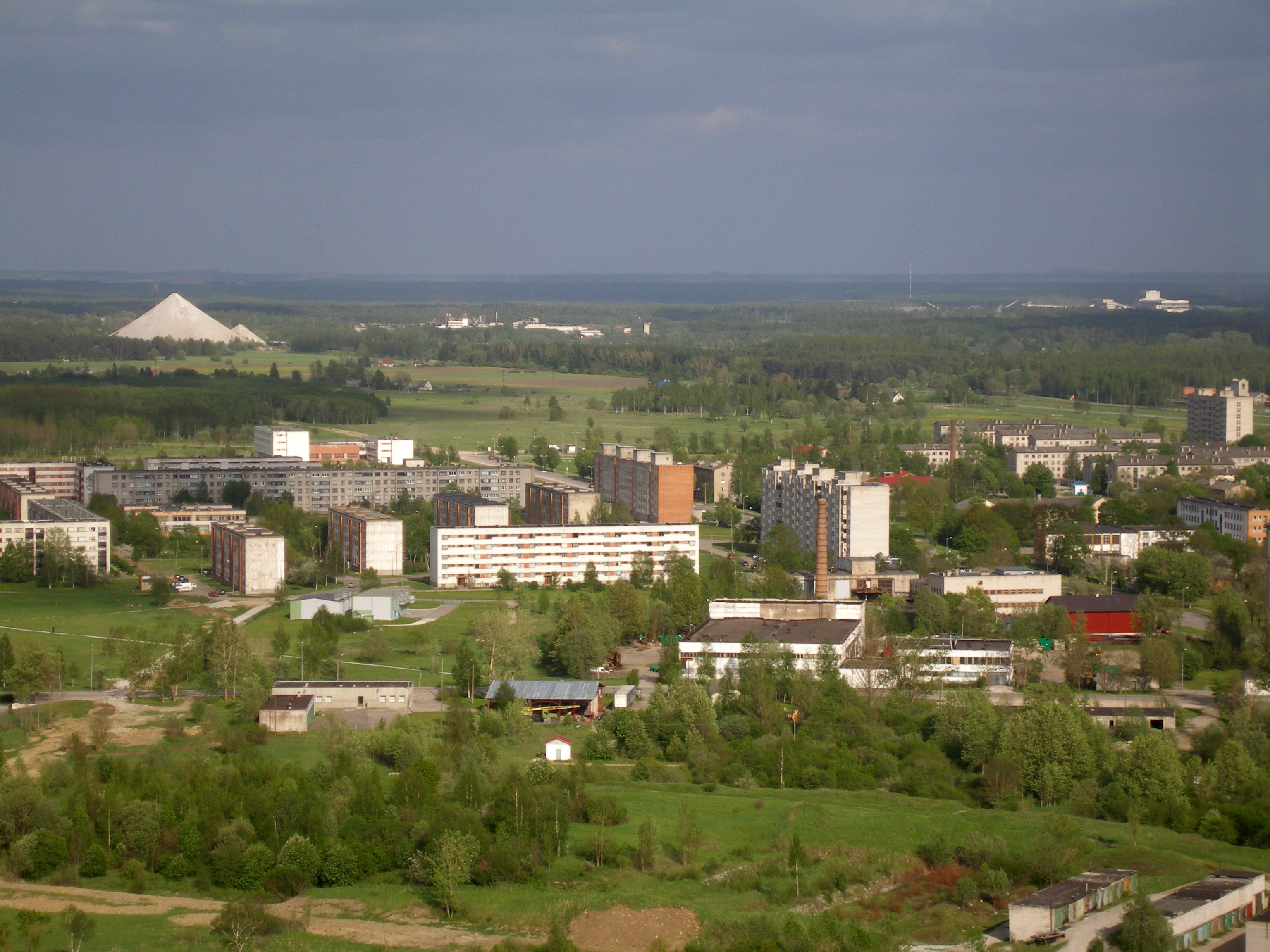
키비올리

키비올리(에스토니아어: Kiviõli)는 에스토니아 이다비루 주에 위치한 도시로, 면적은 11.75km2, 인구는 7,000명(2005년 기준), 인구 밀도는 600명/km2이다. 주요 산업은 유혈암 채굴이며 도시 이름은 "기름바위"에서 유래된 이름이다. 1922년 신설되었고 1946년 시로 승격되었다. 도시 인구 가운데 약 절반은 러시아인이다.

시기
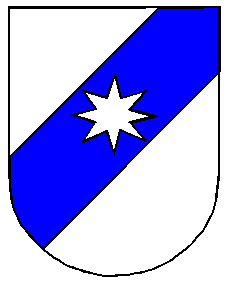
시 문장